# Bactris gracilior
Bactris gracilior es una especie de palma de la familia de las arecáceas. Es originaria de Centroamérica  donde se distribuye por Costa Rica,  Nicaragua y Panamá.

## Descripción
Tiene los tallos cespitosos, de 2–4 m de alto y con 2 cm de diámetro. Hojas 5–9; pinnas 10–24 a cada lado, angostamente elípticas, irregularmente arregladas y patentes en diferentes planos, las medias 18–39 (–45) cm de largo y 2.5–4.4 cm de ancho, raquis 42–96 cm de largo; vaina, pecíolo y raquis moderada a densamente cubiertos con espinas hasta 1 cm de largo, negras. Inflorescencias con bráctea peduncular escasamente cubierta con espinas cortas, negras o cafés; raquillas 8–23, tríades dispersas entre las flores estaminadas en pares o solitarias. Frutos obovoides, 1–1.3 cm de largo y 0.9–1.1 cm de diámetro, anaranjados.

## Distribución y hábitat
Es una especie común, se encuentra en el sotobosque en las pluvioselvas de la zona del atlántico a una altitud de 0–350 metros. La floración se produce en noviembre y los frutos en feb, may–jul; Se distribuye de Nicaragua a Panamá.

## Taxonomía
Bactris gracilior  fue descrita por Max Burret y publicado en Repertorium Specierum Novarum Regni Vegetabilis 34: 216. 1934.
Etimología
Ver: Bactris
gracilior: epíteto latino que significa "más delgada, pequeña"
Sinonimia
- Bactris aureodrupa L.H.Bailey, Gentes Herb. 6: 232 (1943).
- Bactris longepetiolata H. Wendl. ex Hemsl.[1]